# Bloom (Eric Johnson)
Bloom è un album di Eric Johnson, pubblicato nel 2005.
Caratterizzato da canzoni con un'alternanza di toni melodici e molto accelerati si classifica come un grande ritorno del chitarrista statunitense.

## Tracce
Prelude
1. Bloom – 3:10
2. Summer Jam – 2:11
3. My Back Pages – 3:47
4. Good To Me – 4:29
5. Columbia – 2:22
6. 12 to 12 Vibe – 2:21

Courante
1. Sea Secret – 1:57
2. Sad Legacy – 4:05
3. From My Heart – 7:27
4. Cruise The Nail – 2:14
5. Tribute To Jerry Reed – 2:27
6. You Sweet Eyes – 6:07

Alternande
1. Hesitant – 6:28
2. Sunnaround You – 3:07
3. Magnetized – 3:21
4. Ciel – 3:26